# SS UNITED GROUP
SS UNITED GROUP（エスエス・ユナイテッド・グループ）は、中華人民共和国（香港）に本拠地を置くとされる、自称石油商社。2007年3月時点での代表は齋藤剛寿が務めていた。

## 概要
かつて開設されていたオフィシャルサイトでは、「中華人民共和国、ロシア、日本、タイ、マレーシアに広いネットワークを持ち、石油製品と先進のエネルギー技術の供給を行う」企業であると紹介していたが、現実には実体のない企業であった。 
オフィシャルウェブサイトのドメイン名取得がスーパーアグリF1チームのスポンサーとなる2ヶ月前であったり、ドメイン連絡者の連絡先も別の企業になっていたり、突如オフィシャルサイトの大型リニューアルを謳ったまま更新されず閉鎖されるなど、惨憺たるものだった。

## スポンサー料滞納問題
2007年3月に、ばんせい証券が仲介役となってF1のスーパーアグリF1チームの大口スポンサーとなった。将来的には共同でのチーム運営を視野に入れた長期的なパートナー契約とされ、マシン側面やウイングにロゴが掲出された。
しかし、1度もスポンサー料が支払われることなくシーズンが経過し、同年8月には連絡不能の状態となった。チーム側は、契約履行をアピールするためロゴ掲出を継続したが、日本GPからロゴ掲出を止めた。チームはスポンサー料滞納で民事訴訟の提起を検討している。